# Лінія Воллеса

Лінія Воллеса, що розділяє австралазійську та індомалайську живу природу.

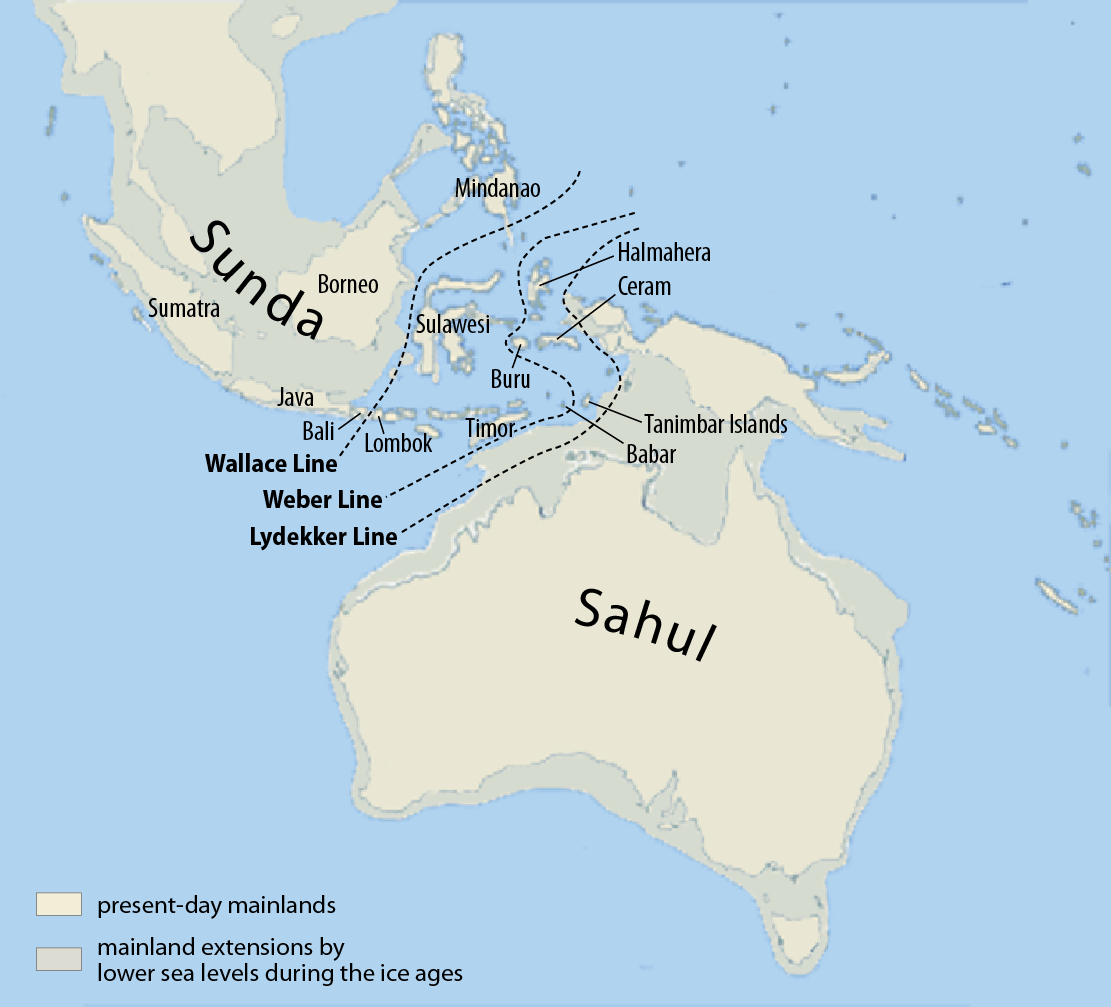
Лінія Воллеса, що розділяє індомалайську (Зондський шельф) та австралазійську (Сахул) живу природу.

Лі́нія Во́ллеса (англ. Wallace Line), Зона Воллеса — межа, що розділяє екозони Азії та Австралії. На захід від лінії переважно мешкають організми, що належать до Азії (Індомалайська екозона), а на схід — до Австралії (Австралазійська екозона). Лінія перетинає Малайський архіпелаг між Борнео і Сулавесі, потім протокою Ломбок проходить між островами Ломбок і Балі. Лінію було названо на честь Альфреда Рассела Воллеса, який помітив та описав цю відмінність під час своїх подорожей по островах регіону в XIX столітті. Перші свідчення про лінію були отримані ще Антоніо Пігафеттою, який описав контраст живої природи між Філіппінами і Островами Прянощів під час продовження навколосвітньої експедиції Фернана Магеллана в 1521 році.
Відстань між островами Балі і Ломбок невелика, лише приблизно 35 км. Ареали більшості видів птахів чітко дотримуються цієї лінії, бо багато птахів не наважуються долати навіть невеликі ділянки моря. Деякі літаючі ссавці (тобто кажани) мають ареали, що перетинають лінію Воллеса, проте нелітаючі види (за винятком кількох видів, таких як гризуни роду Hystrix) її чітко дотримуються. Багато інших видів також дотримуються лінії, і загальна картина розділення є дуже чіткою.
Таке біогеографічне розділення походить через стародавні коливання рівня моря та розташування континентального шельфу — лінія Воллеса помітна як глибока западина на фоні дрібнішого шельфу навколо неї. Упродовж довгого періоду геологічної історії (понад 50 млн років) рівень океану був нижче, в результаті чого острови з обох боків лінії сполучалися разом, формуючи два великих континенти, розділених протокою, що служила бар'єром для флори і фауни для них обох.
Австралія й Нова Зеландія не формують однієї екозони через велику різницю між їхніми видами, проте Австралію зазвичай об'єднують з Тасманією і Новою Гвінеєю до єдиної екозони, яка, наприклад, характеризується сумчастими тваринами.